# Vasile Cărăbiș
Vasile Cărăbiș (n. 13 februarie 1909, Câmpofeni, România – d. 24 martie 2001, București, România) a fost un istoric și un etnograf român.
S-a înscris în rândul cercetătorilor renumiți ai istoriei Olteniei. Conform istoricului Alexandru Ștefulescu, profesorul Cărăbiș a fost autorul gorjean, care, până în anul 1990 a scris cel mai mult și mai competent despre județul Gorj și mai ales despre satele de pe valea Jaleșului, cărora și-a dedicat viața de cercetător și cărțile.

## Primii ani

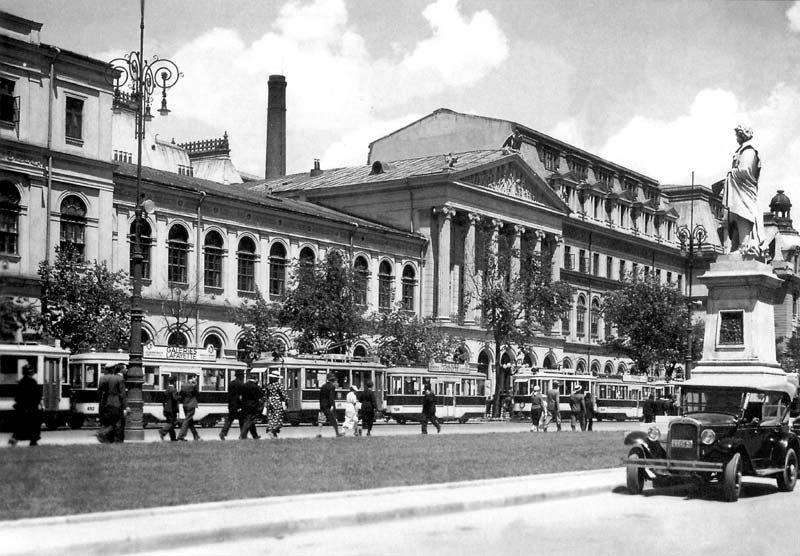
Clădirea principală a Universităţii din Bucureşti în perioada interbelică; aici se vede vechea clădire a Facultății de Istorie

Viitorul profesor s-a născut la data de 13 februarie 1909, pe valea Jaleșului, în satul Câmpofeni din Gorj, A rămas orfan de mic, după ce tatăl său a murit în Primul Război Mondial.. După școala primară urmată la Arcani, Cărăbiș a urmat studiile secundare la Târgu-Jiu în perioada 1922-1926 la Liceul „Tudor Vladimirescu" și pe cele liceale la Silistra (județul Durostor), în perioada 1929-1933. Studiile superioare le-a efectuat la Facultatea de Litere și Filosofie a Universității din București între 1933-1937, devenind licențiat în istorie în 1938.

## Cariera

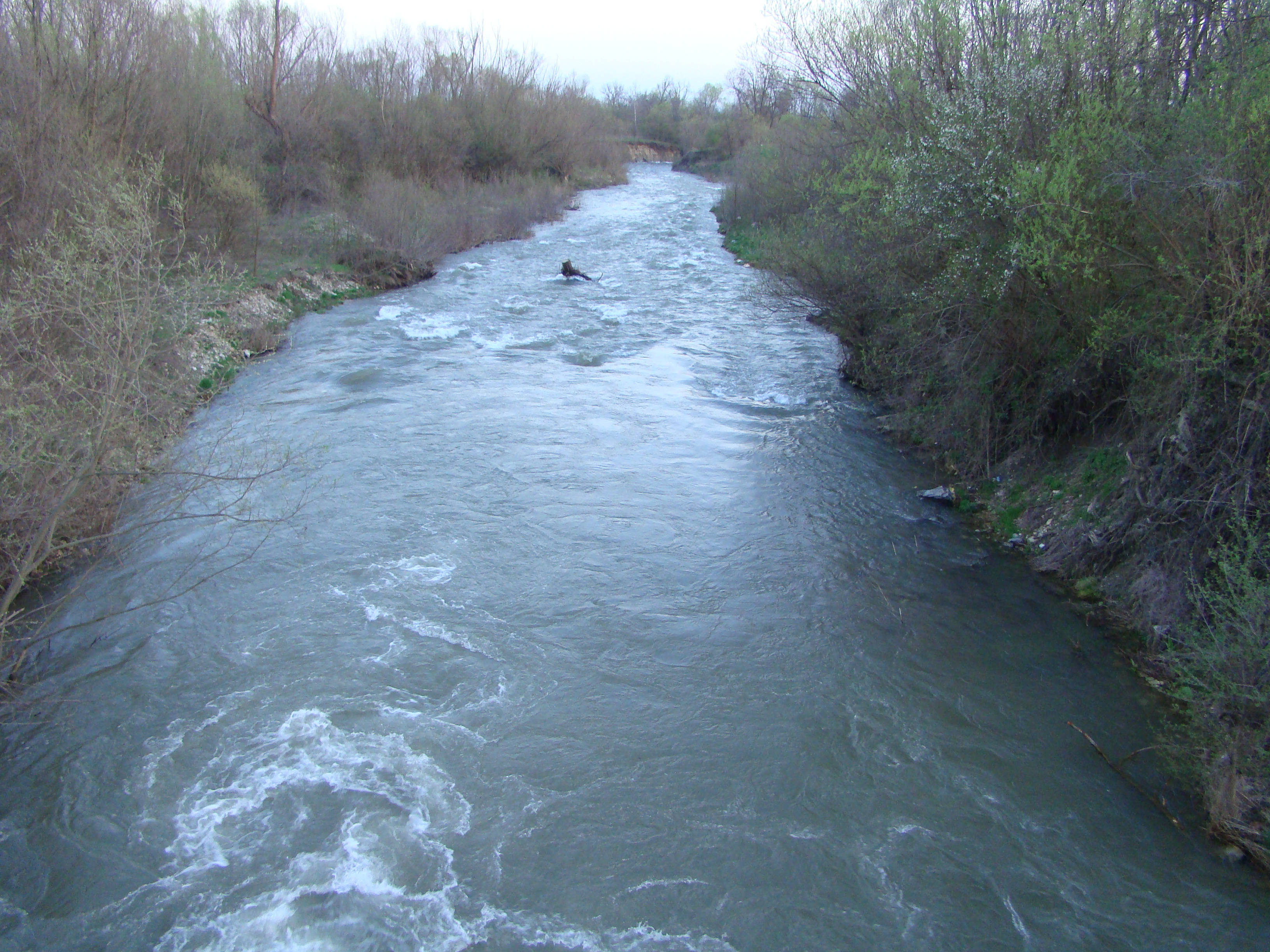
Râul Jaleș la Stolojani

Între momentul terminării studiilor universitare și anul 1962, a profesat la catedra Liceului „Aurel Vlaicu” din București. Ulterior, a predat la Institutul Pedagogic din Craiova, între 1962-1969, ca lector universitar, fiind șeful Catedrei de Istorie-Geografie în perioada 1963-1966 și decan.
A fost preocupat de istorie regională, cercetările și subiectele cărților sale axându-se mai ales pe zona județului Gorj și în special pe cea a văii Jaleșului. Contribuțiile sale se disting prin folosirea unor materiale inedite. S-a ocupat și de etnografie și folclor. Pe lângă cărțile despre istoria Gorjului publicate, activitatea sa de cercetare s-a extins  cu articole publicate în reviste și ziare centrale sau locale.
S-a remarcat și prin activitatea jurnalistică, semnând cu mai multe pseudonime, Casil, Carasil, Horia Dumbravă, Pandurul, V. Câmpofeanul.
A decedat la 24 martie 2001, fiind înmormântat la București, în cimitirul Pieptănari.

## In memoriam
În anul 2013, prozatorul Dumitru Dănău l-a supranumit „erou cultural al văii Jaleșului".
Școala Primară din Cărăbiș poartă astăzi, numele său.

## Opera
| Cărți de flolclor și cercetare etnologică - Suflet din sufletul neamului, 1945: culegere de folclor din satul Câmpofeni - Nedeile, 1966: dedicată manifestărilor nedililor gorjenești - Șiraguri de mărgăritare, 1967: culegere de floclor poetic - Folclor din Oltenia și Muntenia, Vol. III, 1968: culegere de 214 texte, realizată în perioada 1942-1962 - Nunta și Furca de pe Valea Jaleșului, 1969: obiceiuri de nuntă și de șezătoare - Poezii populare românești, 1986: culegere de folclor din Oltenia, Muntenia, Dobrogea și Transilvania, din perioada 1965-1969, realizată în special prin intermediul studenților - Tradiții și obiceiuri de pe Valea Jaleșului, 1995: monografie tematică - Morile si pivele de pe Valea Jaleșului, 2002 Cărți documentare despre satele văii Jaleșului - Sate de moșneni de pe Valea Jaleșului, 1976: istoricul și evoluția a 6 sate din zonă - Documente de pe valea Jaleșului | Cărți cu conținut istoric-documentar - Publicații periodice din Gorj. Documentar, 1979: inventar sistematic al publicisticii gorjene - Istoria Gorjului 1995 - Tudor Vladimirescu, 1996 Cărți cu conținut inspirat de personaje ale istoriei naționale - Un domn al Moldovei, Alexandru Vodă Cornea, 1946 - Despre pierderea limbii dacilor, 1983 - Badea Cârțan : propagandist de cărți românești, 1985 Creații literare - Împețitul lui Dănuț, 1974: piesă de teatru într-un act de inspirație folclorică având ca origine satele Stolojani și Câmpofeni - Din anii dimineții - povestiri pentru copii, 1988: documentar al vieții copiilor de pe valea Jaleșului până în anul 1916 - Goana după curcubeu: povestire |